# István Hernek
István Hernek (Törökbálint, 23 de abril de 1935-Saint Ignace, 25 de septiembre de 2014) fue un deportista húngaro que compitió en piragüismo en la modalidad de aguas tranquilas.
Participó en los Juegos Olímpicos de Melbourne 1956, obteniendo una medalla de plata en la prueba de C1 1000 m. Ganó dos medallas en el Campeonato Mundial de Piragüismo de 1954.

## Palmarés internacional
| Juegos Olímpicos   | Juegos Olímpicos      | Juegos Olímpicos  | Juegos Olímpicos |
| Año                | Lugar                 | Medalla           | Competición      |
| ------------------ | --------------------- | ----------------- | ---------------- |
| 1956               | Melbourne (Australia) | Medalla de plata  | C1 1000 m        |
| Campeonato Mundial |                       |                   |                  |
| Año                | Lugar                 | Medalla           | Competición      |
| 1954               | Mâcon (Francia)       | Medalla de plata  | C1 1000 m        |
| 1954               | Mâcon (Francia)       | Medalla de bronce | C1 10 000 m      |